# Unterwarnow

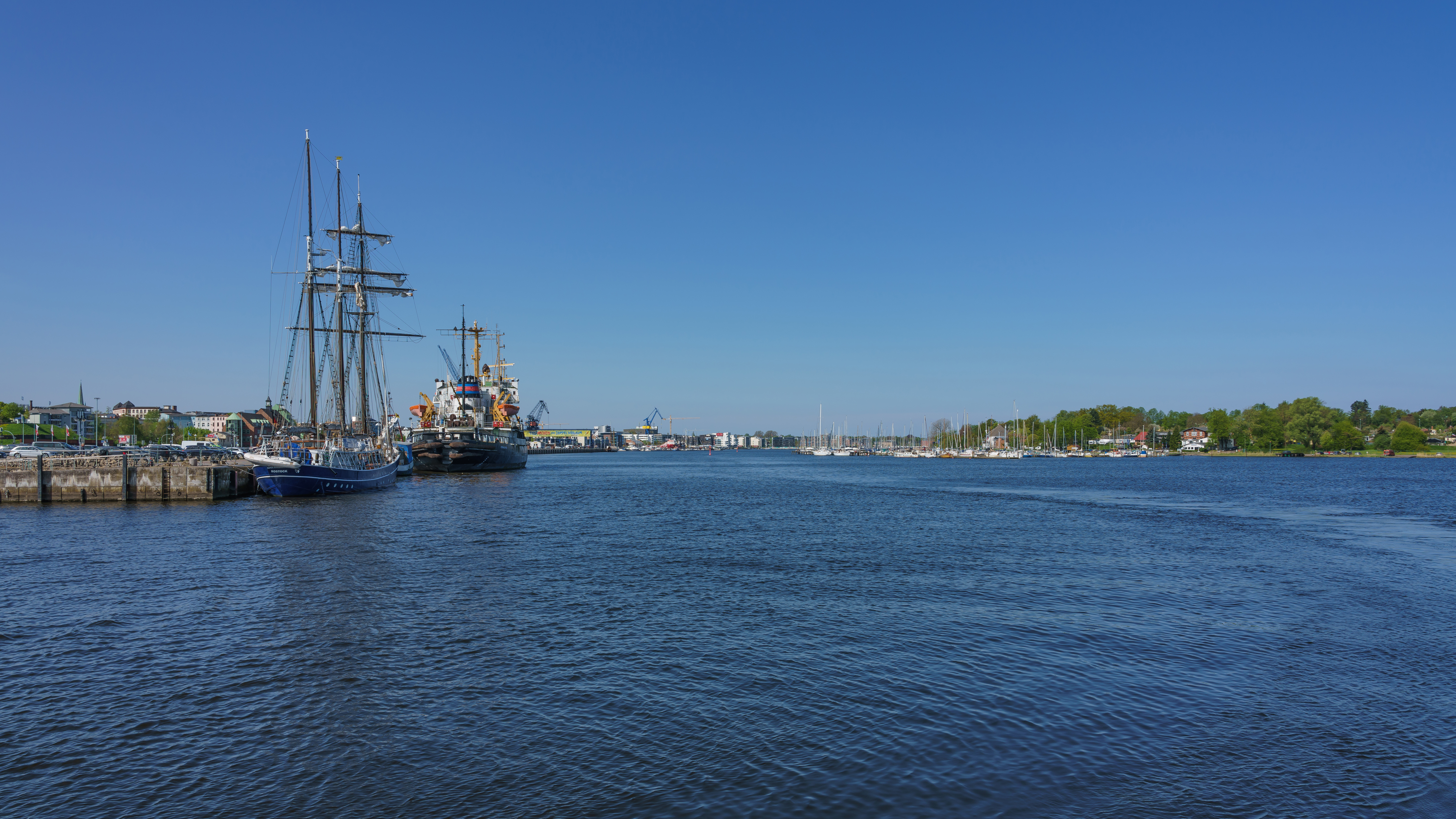
Die Unterwarnow in Höhe des Rostocker Stadthafens

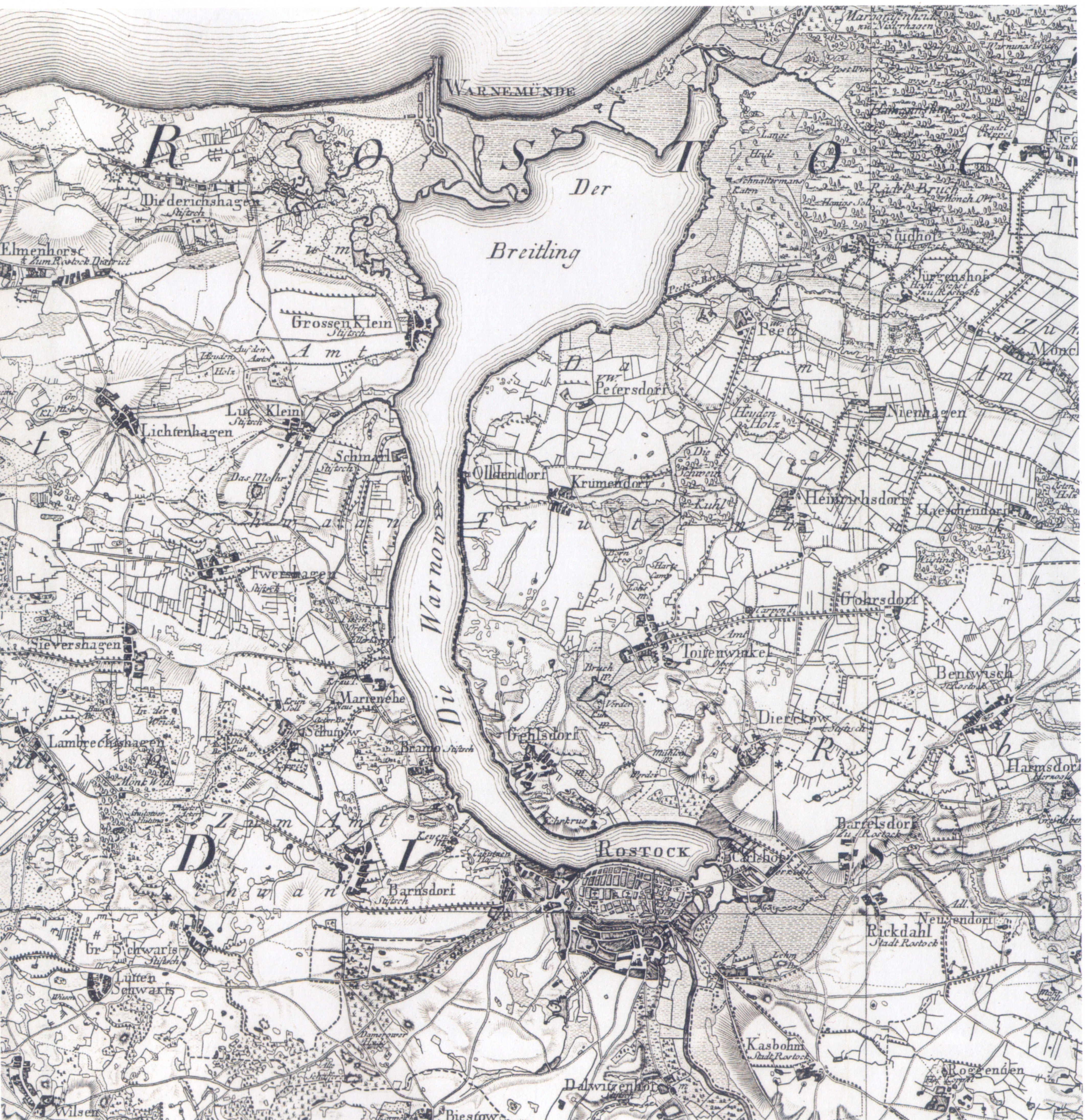
Die Unterwarnow auf einer Karte von 1788

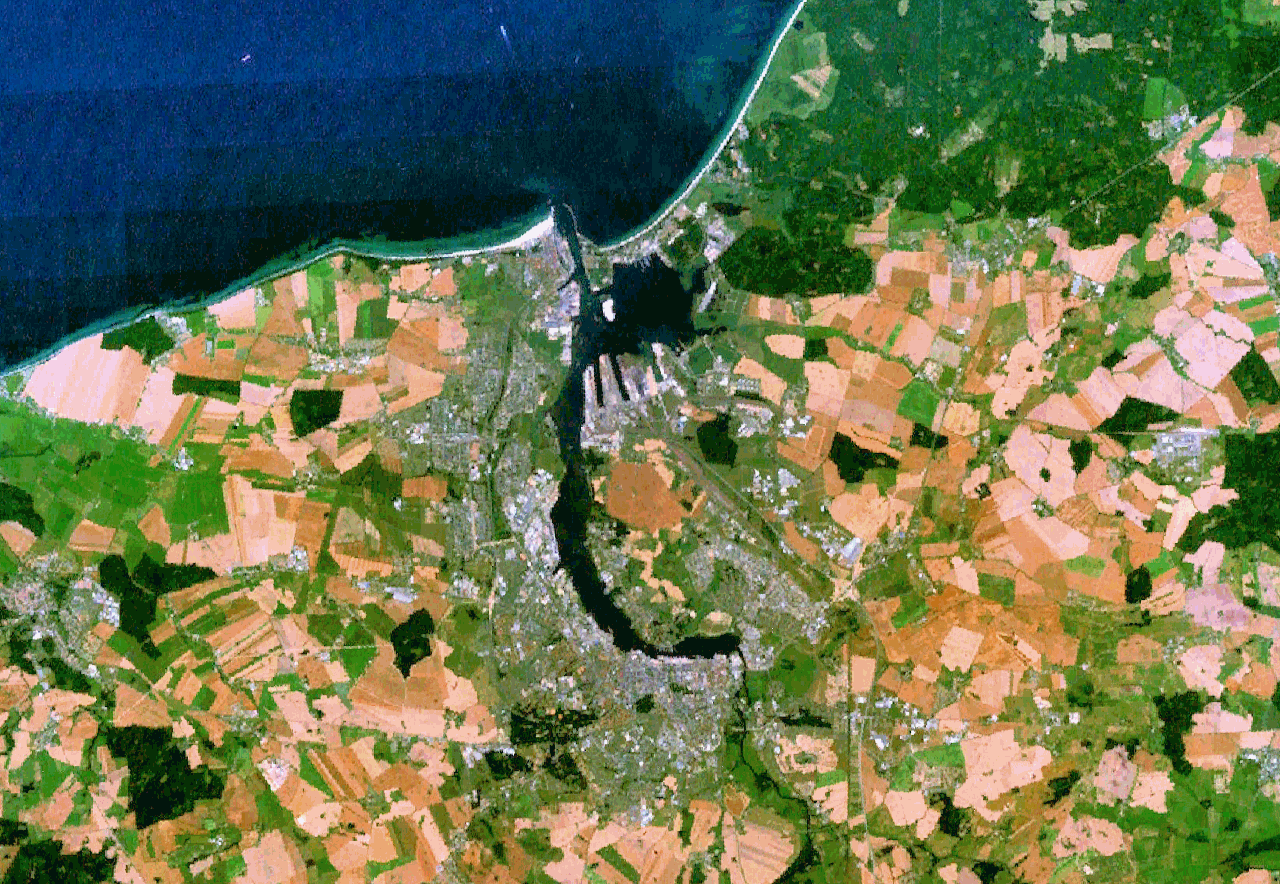
Satellitenbild

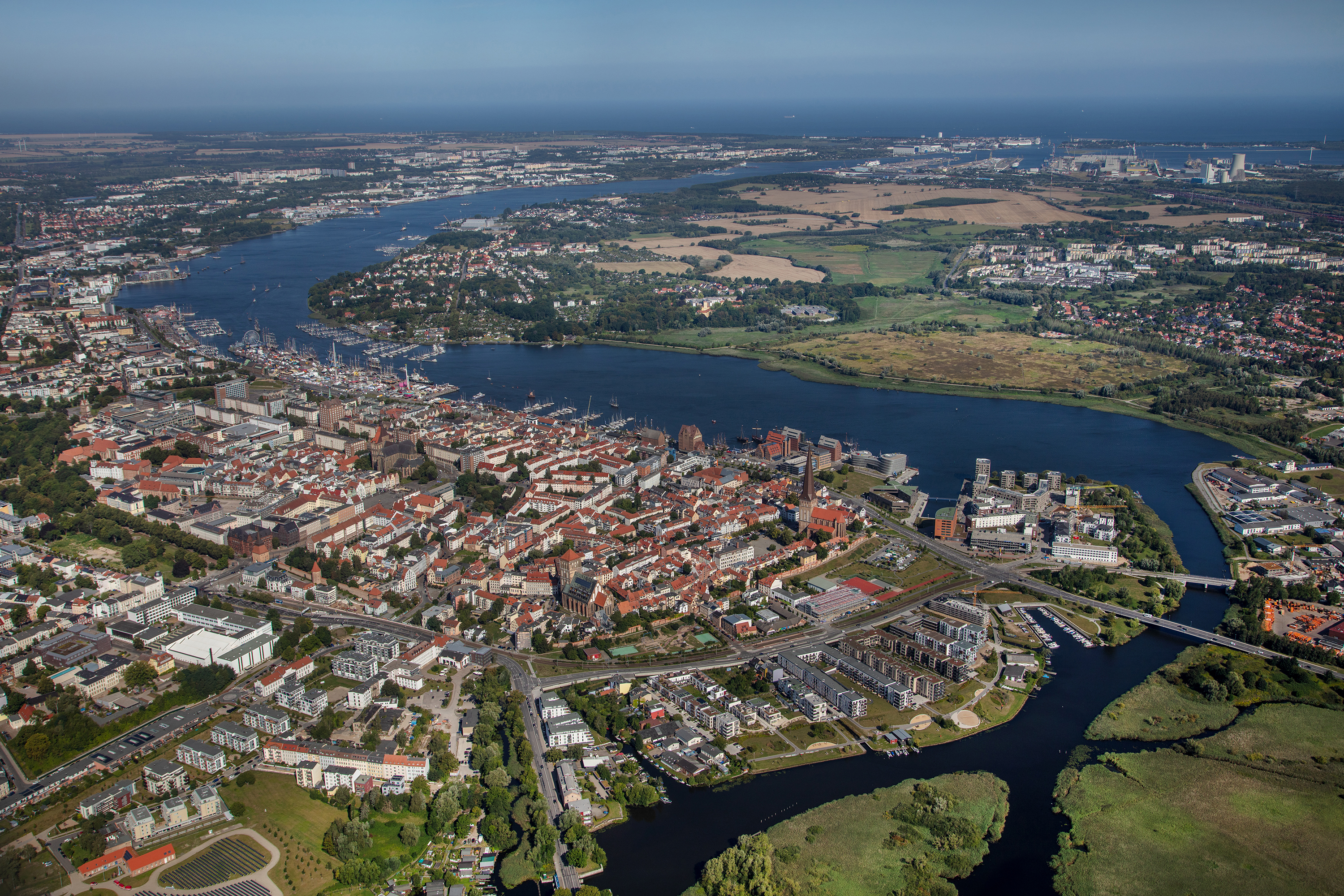
Unterwarnow vom Rostocker Stadthafen bis zur Mündung

Die Unterwarnow ist das Ästuar des Flusses Warnow und erstreckt sich von der Rostocker Altstadt bis Warnemünde, wo sie in die Mecklenburger Bucht mündet. Da die Warnow nicht hinreichend Süßwasser führt, um das Salzwasser aus der Unterwarnow zu verdrängen, ist diese hydrologisch eine Bucht der Ostsee, ein Inneres Küstengewässer. Im nördlichen Bereich der Unterwarnow ist der Salzgehalt ähnlich hoch wie in der Wismarbucht oder der offenen Ostsee im Bereich der Darßer Schwelle.
Am südlichen Ufer befinden sich der Rostocker Stadthafen und die Altstadt, am nördlichen Ufer der Rostocker Ortsteil Gehlsdorf. Im weiteren Verlauf wendet sich die Unterwarnow nach Norden. Am westlichen Ufer folgen die Ortsteile Kröpeliner-Tor-Vorstadt mit dem Industriegebiet Bramow, Schmarl mit dem Industriegebiet Marienehe sowie Groß Klein. Am westlichen Ufer münden auch der Schmarler Bach und der Laakkanal in die Warnow. Am östlichen Ufer liegen Langenort (zu Gehlsdorf) und die zum Ortsteil Krummendorf gehörenden Gebiete Warnowrande und Oldendorf. Zwischen Schmarl und Oldendorf unterquert der Warnowtunnel den Fluss. Nördlich von Oldendorf beginnt auf dem östlichen Ufer das Gebiet des Rostocker Seehafens. Kurz darauf verbreitert sich der Fluss im haffartigen Breitling auf bis zu drei Kilometer.
Die Verbindung der Unterwarnow zur offenen Ostsee beim Rostocker Ortsteil Warnemünde wird durch einen Kanal mit der Bezeichnung Neuer Strom/Seekanal gebildet. Der 1903 eröffnete und 1958 erweiterte Neue Strom /Seekanal ist die Einfahrt zu den Rostocker Häfen und hat eine Tiefe von 14,5 Metern. An seinem Ostufer liegt der Ortsteil Hohe Düne. Der Neue Strom weist eine seewärts gerichtete Oberflächenströmung und eine südwärts gerichtete Tiefenströmung auf. Der Alte Strom in Warnemünde, heute Hafen für Kutterfischer, Ausflugsschiffe und Yachten, ist der ursprüngliche Mündungsarm der Warnow. Bis Ende des 20. Jahrhunderts war er durch einen, mit kleinen Booten befahrbaren, tunnelartigen Kanal mit der Unterwarnow verbunden. Nachdem diese Verbindung beim Ausbau des Kreuzfahrtterminals Warnemünde Cruise Port zugeschüttet worden war, wurde dieser Durchlass später wieder geöffnet, da das Fehlen der Verbindung negative Auswirkungen auf den Wasseraustausch und die Wasserstände im Alten Strom hatte. Der Durchlass unterquert die Straße und die Eisenbahngleise zum Bahnhof Warnemünde.
Von der Mündung bis zum Rostocker Stadthafen ist die Unterwarnow für Hochseeschiffe befahrbar. An Unterwarnow und Breitling befinden sich die Rostocker Hafenanlagen.
An den Ufern der Unterwarnow gibt es viele Sportboothäfen, Anleger und Marinas, so im Stadthafen, in Gehlsdorf, Marienehe, Schmarl, Oldendorf und Warnemünde.
Auf der Unterwarnow verkehren eine Reihe von Ausflugsschiffen verschiedener Reedereien, auch im Linienverkehr zwischen dem Stadthafen und Warnemünde. Gehlsdorf und die Kröpeliner-Tor-Vorstadt verbindet eine Personenfähre. Zwischen Warnemünde und Hohe Düne gibt es eine Autofähre.
Die schmale Flussstrecke Unterwarnow vom Unterhaupt der seit 1882 bestehenden Schleuse am Mühlendamm bis zum östlichen Ende des Stadthafens Rostock (km 143,00) ist eine Binnenwasserstraße des Bundes der Klasse I. Von hier ab bis zur offenen Ostsee ist die Unterwarnow eine Seewasserstraße des Bundes. Auf beiden Teilstrecken gilt die Seeschifffahrtsstraßen-Ordnung. Zuständig ist das Wasserstraßen- und Schifffahrtsamt Stralsund.

## Nachweise
1. ↑  ikzm-d.de Gewässertypologie gemäß EU-Wasserrahmenrichtlinie: Nach Karte 1.5 zählt die Unterwarnow weder zu den Flüssen noch zu den Seen Mecklenburg-Vorpommerns.
2. ↑  Abbildungen und Profilmessungen zum Küstengewässerbericht Januar bis Juli 2005 (Memento des Originals vom 23. September 2015 im Internet Archive)  Info: Der Archivlink wurde automatisch eingesetzt und noch nicht geprüft. Bitte prüfe Original- und Archivlink gemäß Anleitung und entferne dann diesen Hinweis.
3. ↑  Typologie der deutschen Ostseeküste zur Wasserrahmenrichtlinie der EU; Karten zur Salinität u. a. (Memento vom 21. Juli 2012 im Internet Archive) (PDF-Datei; 490 kB)
4. ↑  Längen (in km) der Hauptschifffahrtswege (Hauptstrecken und bestimmte Nebenstrecken) der Binnenwasserstraßen des Bundes (Memento des Originals vom 21. Januar 2016 im Internet Archive)  Info: Der Archivlink wurde automatisch eingesetzt und noch nicht geprüft. Bitte prüfe Original- und Archivlink gemäß Anleitung und entferne dann diesen Hinweis., Wasser- und Schifffahrtsverwaltung des Bundes
5. ↑  Chronik. Verzeichnis E, Lfd. Nr. 61. Wasserstraßen- und Schifffahrtsverwaltung des Bundes, abgerufen am 10. April 2025.